# 1987 PA
1987 PA är en asteroid i huvudbältet som upptäcktes den 1 augusti 1987 av den amerikanska astronomen Jeffrey L. Phinney vid Palomarobservatoriet.
Den tillhör asteroidgruppen Amor.